# Регина
„Регина“ (на фински: Regina) е електропоп група от Хелзинки, Финландия.
Включва Ийса Паюла (вокали), Микко Пикери (синтезатори и програмиране) и Микко Риссанен (електронни барабани и перкусии).

## История
Преди да станат група, качват на своята си уеб страница 3 от демозаписите си с надеждата да бъдат забелязани. Първоначално групата е дуо, сформирано от Ийса Паюла и Микко Пикери, но впоследствие се запознават с барабаниста Микко Риссанен и го канят да се присъедини към проекта. През това време те са вече забелязани и след няколко различни покани да свирят на живо през 2004 Регина изнасят първия си концерт в един клуб в Хелзинки, където по това време се провежда фестивал на новоизгряващи музиканти и групи от цяла Финландия. След като успяват да очароват публиката и някои от присъстващите музикални продуценти групата веднага подписва договор със звукозаписната компания Next Best Thing.
През 2005 година Регина издават дебютния си албум „Katso Maisemaa“ и бързо се превръщат в една от най-популярните електронни групи в родна Финландия, изнасяйки концерти в цяла Скандинавия, Русия и Балтийски държави. През 2007 излиза вторият студиен албум озаглавен „Oi miten suuria voimia!“, който поднася на слушателите ново по-алтернативно звучене на групата спрямо предното им издание, което залага почти изцяло на електропопа. Следващите два албума „Puutarhatrilogia“ и „Soita mulle“ са поп-рок ориентирани, а използваните на електронни инструменти е сведено до минимум. „Soita mulle“ получава позитивни отзиви от критиката и е първият им албум с по-широко отразяване в чуждестранни музикални медии.
След издаването на „Oi miten suuria voimia!“ Ийса и Микко сключват брак.

## Дискография

### Албуми
- „Katso maisemaa“ (2005)
- „Oi miten suuria voimia!“ (2007)
- „Puutarhatrilogia“ (2009)
- „Soita mulle“ (2011)

### Сингли
- „Olisitko sittenkin halunnut palata“ (2005)
- „Katso maisemaa“ (2005)
- „Minua ollaan vastassa“ (2006)
- „Paras aika vuodesta“ (2007)
- „Näinä mustina iltoina“ (2007)
- „Saanko jäädä yöksi?“ (2008)
- „Unohtuneesta“ (2010)
- „Jos et sä soita“ (2011)
- „Haluan sinut“ (2011)